# Euxoa islandica
Euxoa islandica là một loài bướm đêm trong họ Noctuidae.